# Olav Ahlbäck
Torvald Olav Otto Ahlbäck, född 28 mars 1911 i Vasa, Finland, död där 14 september 1989, var en finlandssvensk filolog. Han var bror till Gunnar Ahlbäck.
Ahlbäck var verksam som dialektologisk amanuens vid Folkkultursarkivet vid Svenska litteratursällskapet i Finland 1937–1950, professor i nordisk filologi vid Helsingfors universitet 1950–1960, samt 1960–1981 huvudredaktör för dialektordboken Ordbok över Finlands svenska folkmål (1976–). 
Han var inspektor på Vasa nation vid Helsingfors universitet åren 1953–1960. Ahlbäck var styrelsemedlem i Svenska litteratursällskapet i Finland åren 1950–1981 och styrelsens ordförande 1954–1966. 
Ahlbäck invaldes 1964 som utländsk ledamot av Kungliga Vetenskapsakademien.

## Priser och utmärkelser
- Hedersledamot vid Norrlands nation i Uppsala 1959 [3]
- Svenska Akademiens Finlandspris 1977
- Vasa nations förtjänsttecken i guld